# Économie de l'Érythrée
L'économie de l'Érythrée a connu une croissance économique importante ces dernières années, avec un accroissement du produit intérieur brut (PIB) de 8,7 % en 2011 et 7,5 % en 2012. L'Economist Intelligence Unit prévoit un taux de croissance de 8,5 % en 2013.
Les transferts de fonds en provenance de la diaspora des Érythréens émigrés est la principale source de revenu du pays. L'agriculture fournit 11 % du produit intérieur brut.
L'Érythrée dispose de nombreuses ressources naturelles, comme du cuivre, de l'or, de l'argent, du granit, du marbre, du potassium, du zinc, du sel et du fer et quelques sources de gaz et de pétrole dans ses eaux. Le pays exporte du bétail, de la viande et de la gomme arabique.

## Histoire
La guerre d'indépendance a été dévastatrice pour l'économie érythréenne. L'économie de l'Érythrée a dû faire face à de nombreuses difficultés après l'indépendance obtenue en 1993 et la rupture monétaire avec l'Éthiopie en 1995, à la situation politique, en particulier le conflit avec l'Éthiopie à partir de 1998 et à la sécheresse de 2002-2003. La guerre de 1998 à 2000, cause 580 millions USD de dommages. L'inflation a augmenté de 700 % dans les années 2000. Le taux d'inflation était de 15 % en 2011.
En 2011, après la chute de la Jamahiriya arabe libyenne qui a soutenu l'économie érythréenne depuis son indépendance, en offrant pétrole en suffisance sans frais, armes... elle ne compte plus que sur l'aide du Qatar (depuis 2008), qui lui permet de proposer éducation et soins gratuits à la population.
Néanmoins le pays affiche un taux de croissance de +8,7 % en 2011 et 7,5 % en 2012, en hausse par rapport aux années précédentes (+1,3 et +1 respectivement en 2007 et 2008)[réf. nécessaire].L'Economist Intelligence Unit prévoit un taux de croissance de 8,5 % en 2013.

## Activités économiques

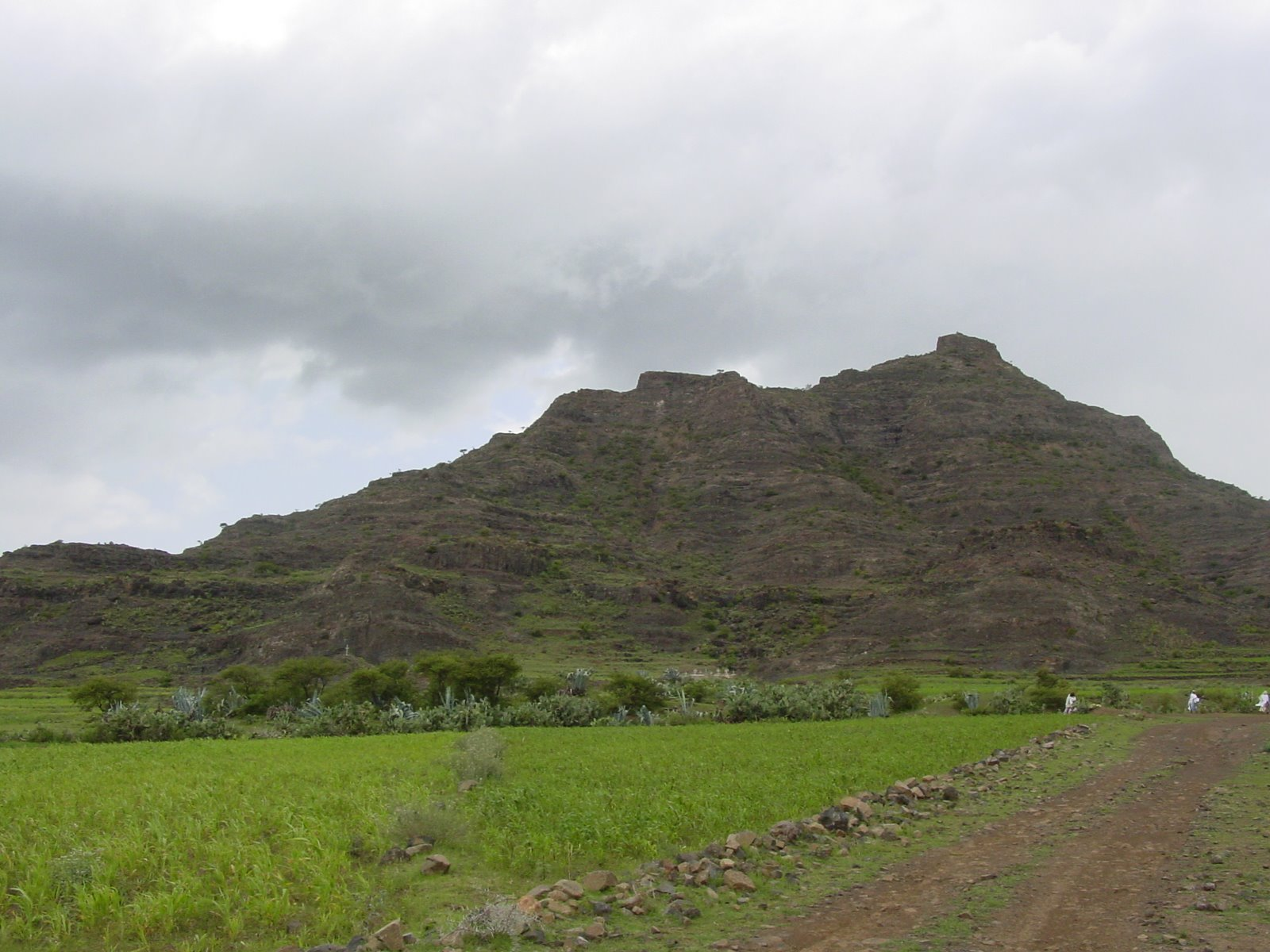
Champ de teff dans les hauts plateaux

### Mines et industries
Nevsun Resources, une société minière canadienne, s'est intéressée à l'Érythrée après la découverte de mines d'or, d'argent, de cuivre et de zinc. Une société d'exploitation dont l'État érythréen possède 40 % est créée en 2003. En septembre 2008 commence la création d'un centre d'extraction par la société sud-africaine Senet, puis de cuivre, sur la mine de Bisha. La première production d'or est sortie en décembre 2010 et l'exploitation commerciale commence en février 2011. Un site annexe est ouvert à Harena, à 6 km.
En 2011 également, Nevsun Resources a achevé la construction de son projet d'exploitation aurifère de Bisha. La production était estimée à 350 000 onces d'or par an jusqu'à épuisement du minerai, après quoi la mine produirait du cuivre et du zinc,.
En 2012, neuf sociétés d'exploration étaient actives en Érythrée : Canada (NGEx Resources), Australie (Chalice Gold Mines, South Boulder Mines, Sunridge Gold Corp), Chine (Sichuan Road and Bridge Group, Zhong Chang Mining Co, China Africa Huakan Investment Co., Land Energy Group (China) Ltd, Beijing Donia Resources Co.), Royaume-Uni (London Africa Ltd, Andiamo Exploration Ltd.), Émirats arabes unis et Barbade.

### Secteur tertiaire
L'Érythrée dispose de deux ports maritimes significatifs, Assab, au sud-est, dont les activités s'étaient développées au cours des années 1990, mais qui a connu un déclin en raison du conflit Érythrée-Éthiopie, et Massaoua, plus central. La ligne de chemin de fer reliant Massaoua à la capitale Asmara et à Bishia à l'intérieur du pays ne comptait que 317 km en 1999. Massaoua possède aussi un aéroport, mais le plus important est l'Aéroport international d'Asmara. La compagnie aérienne nationale est Eritrean Airlines.

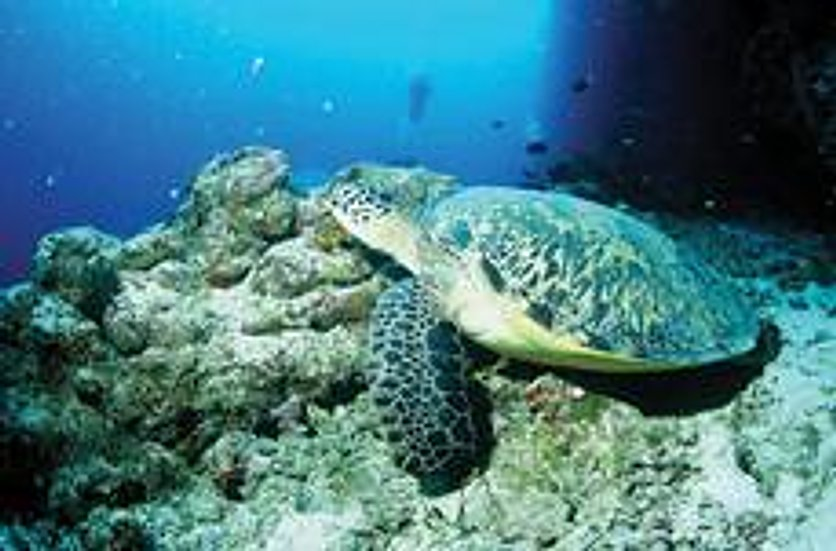
Plongée sous-marine à l'archipel des Dahlak

L'Érythrée bénéficie d'un excellent potentiel touristique, notamment pour la plongée sous-marine en Mer Rouge. C'est ainsi qu'en 2005, 83 000 touristes ont permis l'entrée de 534 millions de $ de devises, mais le contexte politique actuel est de nature à les tourner vers d'autres destinations.

## Devise
Depuis 1997, la monnaie nationale est le nakfa, divisés en 100 cents. En mars 2013, 1 € valait 18,20 nakfas et 1 $ valait 14,20 nakfas.

## Impact économique
En 2021, l'indice de développement humain classait l'Érythrée au 176e rang sur 191 pays, avec une espérance de vie de 66,5 ans et une scolarisation moyenne de 4,9 ans. Par ailleurs, seulement 32 % de la population a accès à l'électricité. Les produits alimentaires de base sont rationnés.

## Commerces extérieurs
En 2011, les exportations s'élevaient à 415,4 millions de dollars, les importations à 899,9 millions de dollars.